# Hieronymus Lüneburg
Hieronymus Lüneburg (* vor 1523; † 26. Februar 1580 in Lübeck) war ein Bürgermeister der Hansestadt Lübeck. Er war der vierte Bürgermeister der einflussreichen Familie Lüneburg.

## Leben und Wirken

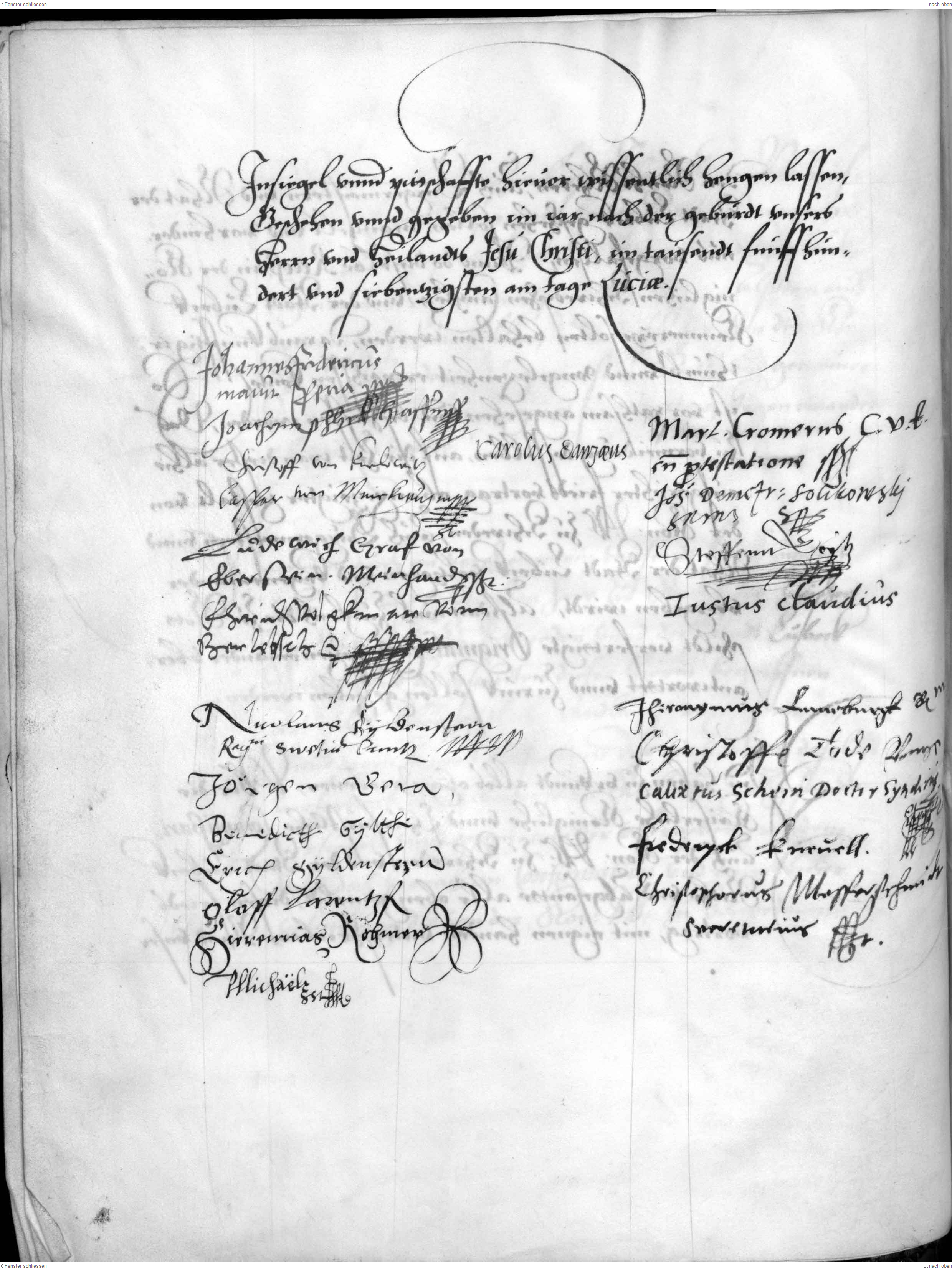
Unterschriftenseite des Friedens von Stettin mit den Unterschriften der Lübecker Bürgermeister Hieronymus Lüneburg und Christoph Tode und des Lübecker Syndicus Calixtus Schein rechts unterhalb der Mitte

Hieronymus Lüneburg war Sohn des 1529 verstorbenen Ratsherrn Johann Lüneburg. Seit 1558 saß er im Rat und wurde bereits drei Jahre später 1561 zum Bürgermeister gewählt. Sein Wirken bezog sich hauptsächlich auf den Einsatz und die Auswirkungen des Seekrieges gegen Schweden, den letzten Krieg, den die Stadt Lübeck in der Zeit der Hanse führte. Er schloss 1563 in Segeberg das Bündnis mit Dänemark, war 1564 Delegierter bei den Friedensverhandlungen in Rostock und unterzeichnete im Jahr 1570 als Vertreter der Hanse den Friedensvertrag von Stettin. 1579 gab er, wie Friedrich Bruns vermutet, aus gesundheitlichen Gründen freiwillig seinen Ratsstuhl auf.
Hieronymus Lüneburg war dreimal verheiratet, darunter mit Elisabeth, eine Tochter von Nikolaus Brömse, und hatte einen gleichnamigen Sohn und mehrere Töchter. Er besaß das Gut Moisling, welches über seine Enkelin an die Familie von Hoeveln fiel und später zum gleichnamigen Stadtteil Lübecks wurde.
Ab 1564 war er Besitzer des Hauses seines Vaters in der Königstraße 5.